# Iochroma warscewiczii
Iochroma warscewiczii  es una especie del genus Iochroma arbusto de la familia Solanaceae. Es una especie nativa de Perú, descrita en 1855 por el botánico germano Eduard August von Regel.